# Těš
Těš (deutsch Tesch, auch Tösch) ist eine Wüstung auf dem Truppenübungsplatz Hradiště in Tschechien. Das erloschene Dorf lag neun Kilometer nordöstlich von Bochov (Buchau) im Okres Karlovy Vary.

## Geographie
Těš befand sich in der zum Duppauer Gebirge gehörigen Hradišťská hornatina (Burgstadtler Masse) am südwestlichen Fuße der Hradiště (Burgstadtl; 934 m n.m.) über den Tälern der Malá Trasovka (Kleiner Giesbach) und Velká Trasovka (Forellenbach). Nördlich erhebt sich die Malé hradiště (Kleiner Burgstadtl, 926 m n.m.), im Osten die Jírovské strážiště (Huthberg; 856 m n.m.), südöstlich der Za Tonkou (Hinter Tongaberg; 844 m n.m.) und die Stěna (814 m n.m.), im Süden die Vysoká hora (Hoher Berg; 871 m n.m.), südwestlich der Znělec (Klingaberg; 825 m n.m.) und der U Ruské věže (Ehacker, 912 m n.m.), im Westen der Olitzhauser Berg (911 m n.m.) sowie im nordwestlich die Nad Ovčárnou (878 m n.m.).
Nachbarorte waren Nový Dvůr (Ödhof) und Prachomety (Promuth) im Norden, Jírov (Jurau) und Mětikalov (Meckl) im Nordosten, Nová Ves (Neudorf) im Osten, Jeseň (Gässing), Lochotín (Lochotin) und Holetice (Holetitz) im Südosten, Radošov (Reschwitz) und Tis u Luk (Tiß bei Luck) im Süden, Březina (Pirk), Hradiště (Höfen), Javorná (Ohorn) und Dlouhá (Langgrün) im Südwesten, Doupovské Mezilesí (Olitzhaus) im Westen sowie Lučiny (Hartmannsgrün), Stará Ves (Altdorf) und Mlýnská (Mühldorf) im Nordwesten.

## Geschichte
Im Zuge der Raabisation ließ der Besitzer der Herrschaft Gießhübel, Ludwig Maria von Hartig, 1784 den herrschaftlichen Meierhof Tesch im Duppauer Gebirge parzellieren und auf dessen emphyteutisierten Fluren den Weiler Tesch anlegen. Die sieben Häuser wurden wahrscheinlich durch Umbau der vorhandenen Hofgebäude errichtet. Der Weiler wurde nie erweitert.
1794 erwarb Johann Joseph Stiebar von Buttenheim die überschuldete Herrschaft aus einer Zwangsversteigerung. Er veräußerte die Herrschaft Gießhübel 1810 an Johann Anton Hladik, der sie 1829 gemeinschaftlich seiner Tochter Antonia und dem Schwiegersohn Wilhelm von Neuberg abtrat.
Im Jahre 1845 bestand das im Elbogener Kreis gelegene Dominikaldörfchen Tesch bzw. Tösch aus sieben Häusern mit 34 deutschsprachigen Einwohnern. Pfarrort war Reschwitz. Bis zur Mitte des 19. Jahrhunderts blieb Tesch der Herrschaft Gießhübel untertänig.
Nach der Aufhebung der Patrimonialherrschaften bildete Tösch / Teš ab 1850  einen Ortsteil der Gemeinde Pirk im Gerichtsbezirk Buchau. Ab 1868 gehörte Tösch zum Bezirk Luditz. Im Jahre 1869 bestand das Dorf aus sieben Häusern und hatte 33 Einwohner. Im Jahre 1900 hatte Tösch 34 Einwohner, 1910 waren es 32. Wegen des kürzeren Schulweges besuchten die Töscher Kinder die Olitzhauser und nicht die Pirker Schule.
Nach dem Ersten Weltkrieg zerfiel der Vielvölkerstaat Österreich-Ungarn, das Dorf wurde 1918 Teil der neu gebildeten Tschechoslowakischen Republik. Beim Zensus von 1921 lebten in den sieben Häusern von Tesch 38 Deutsche. Der tschechische Ortsname wurde 1924 in Těš geändert. 1930 hatte Tesch 39 Einwohner und bestand weiterhin aus sieben Häusern. Nach dem Münchner Abkommen wurde Tesch im Oktober 1938 dem Deutschen Reich zugeschlagen und gehörte bis 1945 zum Landkreis Luditz. Nach dem Ende des Zweiten Weltkrieges kam Těš zur wiedererrichteten Tschechoslowakei zurück. Nach der 1946 erfolgten Zwangsaussiedlung der 36 deutschen Bewohner war Těš im Jahre 1947 gänzlich unbewohnt; wenig später wurde der verlassene Weiler mit Tschechen an dem Landesinnern wiederbesiedelt. Im Zuge der Gebietsreform von 1948 wurde der Okres Žlutice auflöst und das Dorf zum 1. Februar 1949 dem Okres Karlovy Vary-okolí zugeordnet. Im Jahre 1950 lebten in den sieben Häusern von Těš wieder 35 Personen.
1953 erfolgte die erneute Absiedlung des Dorfes und seine Eingliederung in den neuen Truppenübungsplatz Hradiště. Anschließend wurden die Häuser von Těš sukzessive zerstört. Mit der Gemeindegebietsreform von 1960 wurde der Truppenübungsplatz dem Okres Karlovy Vary zugeordnet.
Auf der Dorfstelle sind zwischen alten Obst- und anderen Laubbäumen sowie Sträuchern noch wenige Grundmauern von Häusern zu finden. Westlich der Wüstung führt ein neu angelegter Fahrweg vom Panzerschießplatz bei Březina ins Innere des Truppenübungsplatzes; gut erkennbar sind noch die alten Straßen und Wege von Těš.

## Ortsgliederung
Die Wüstung Těš ist Teil des Katastralbezirkes Radošov u Hradiště.

## Ehemalige Denkmale
- Gusseisernes Kreuz, errichtet vor 1877 an der Wegekreuzung auf dem Dorfplatz. Das Kreuz verschwand im Zuge der Zerstörung des Ortes. Erhalten sind noch Teile des Sockels.[4]
- Gusseisernes Kreuz, errichtet von 1841 südwestlich des Weilers am Fahrweg nach Pirk. Das Kreuz verschwand nach 1953 im Zuge der Zerstörung des Ortes gänzlich.[5]